# Marechiaro
Pour l’article homonyme, voir Marechiaro (film).

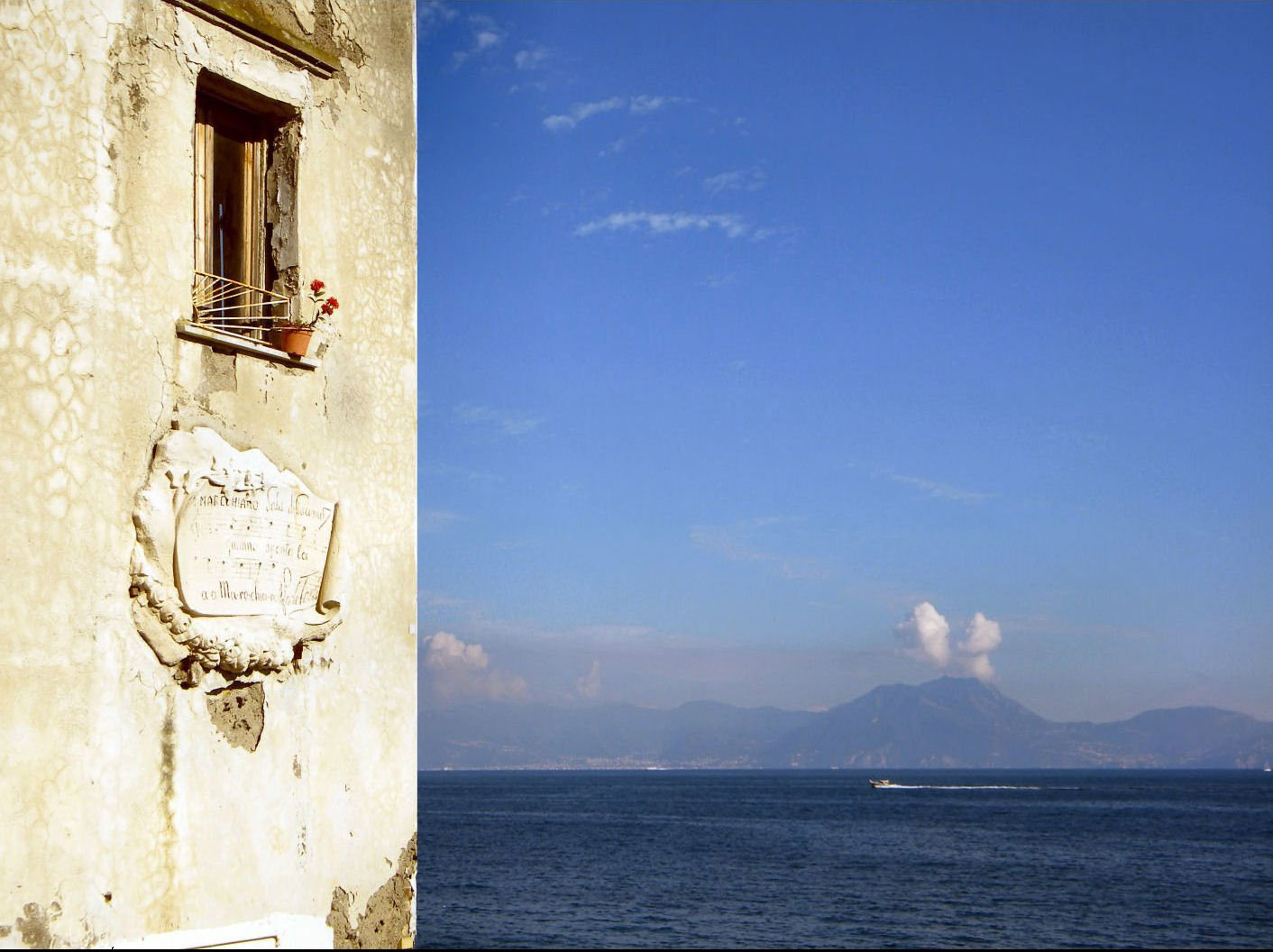
La Fenestella

Marechiaro (prononcé /mare'kja:ro/) est un petit port de pêche situé dans le quartier de Posillipo à Naples.

Lieu symbole de la dolce vita dans les années 1960, il devient fameux pour ses fréquentations hollywoodiennes, et ses restaurants à poissons qui donnent sur  le splendide panorama de la baie avec en arrière-plan le Vésuve, la péninsule de Sorrente et l'île de Capri.

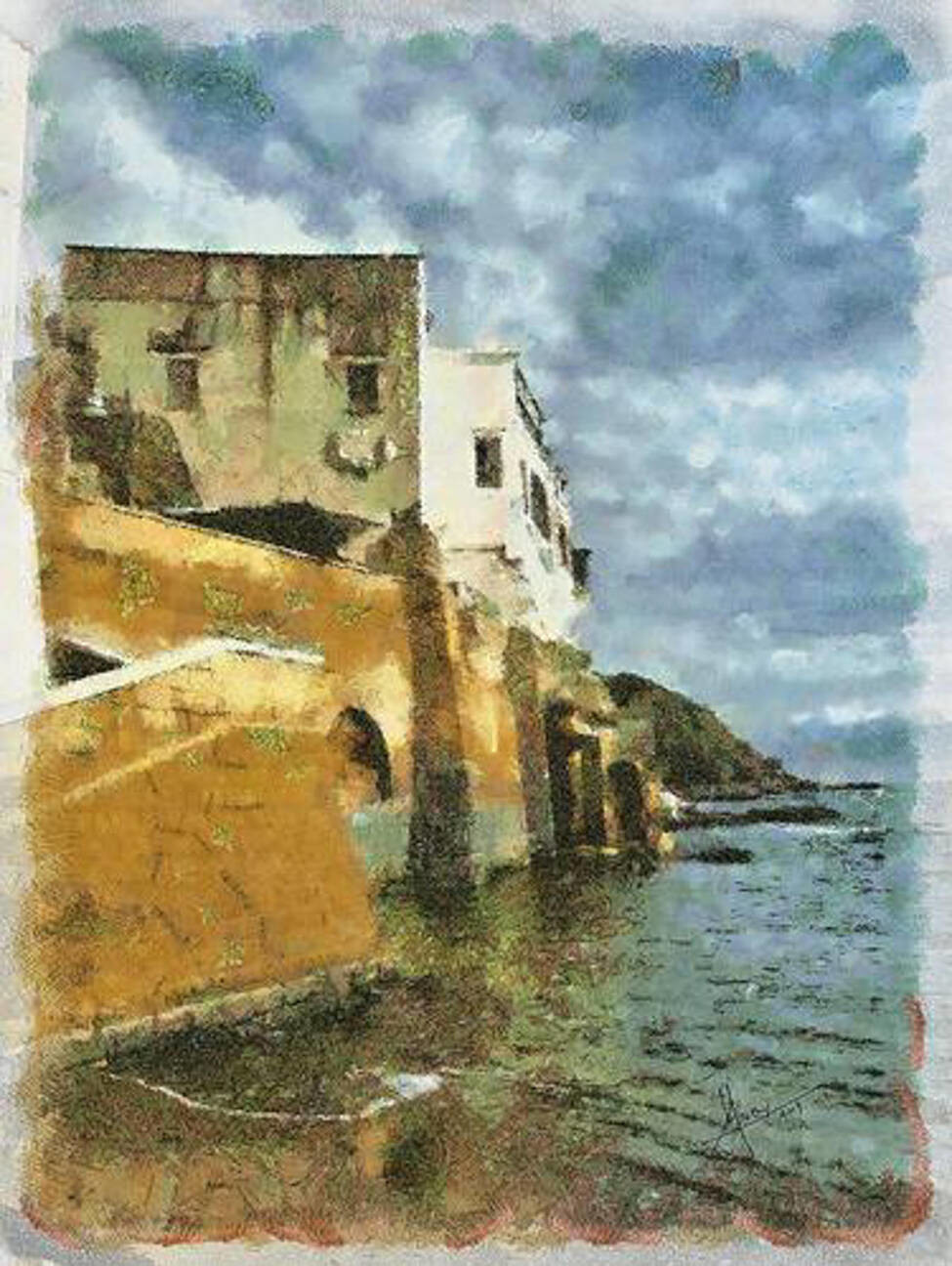
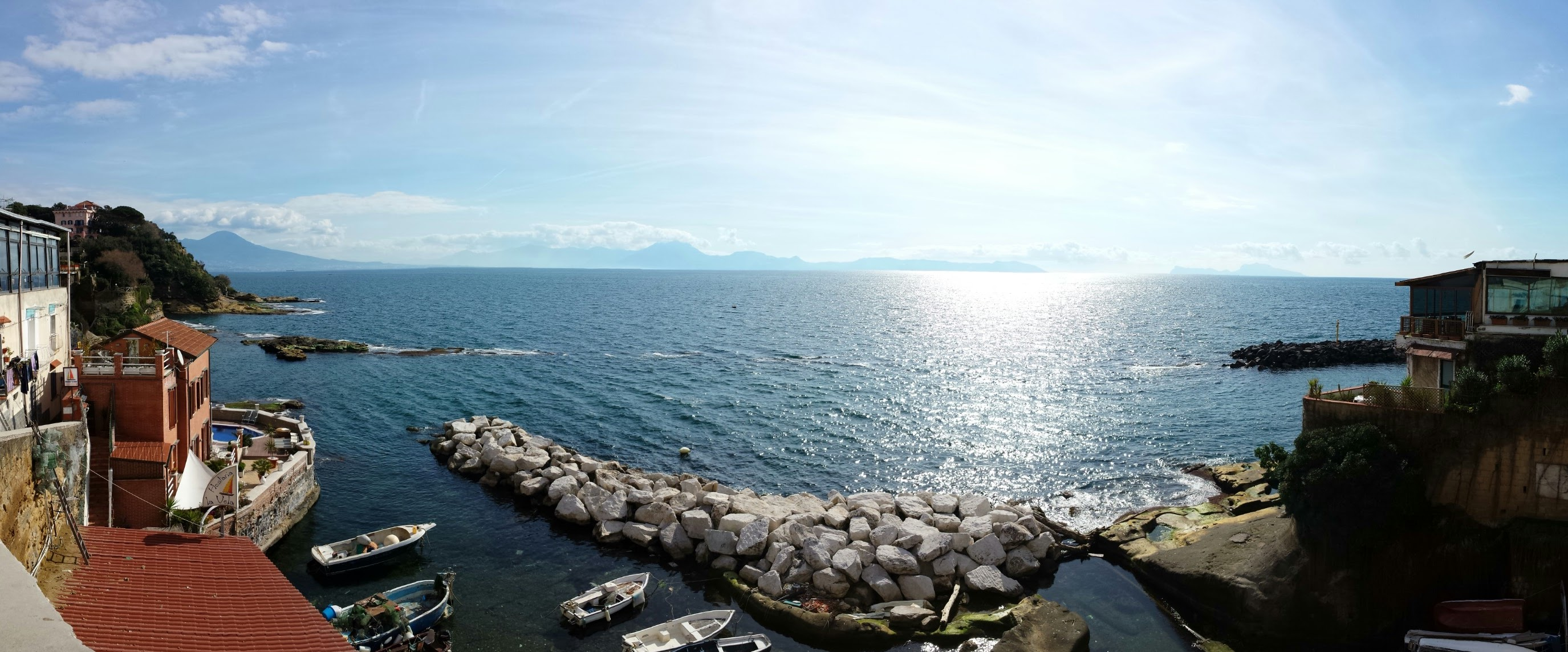
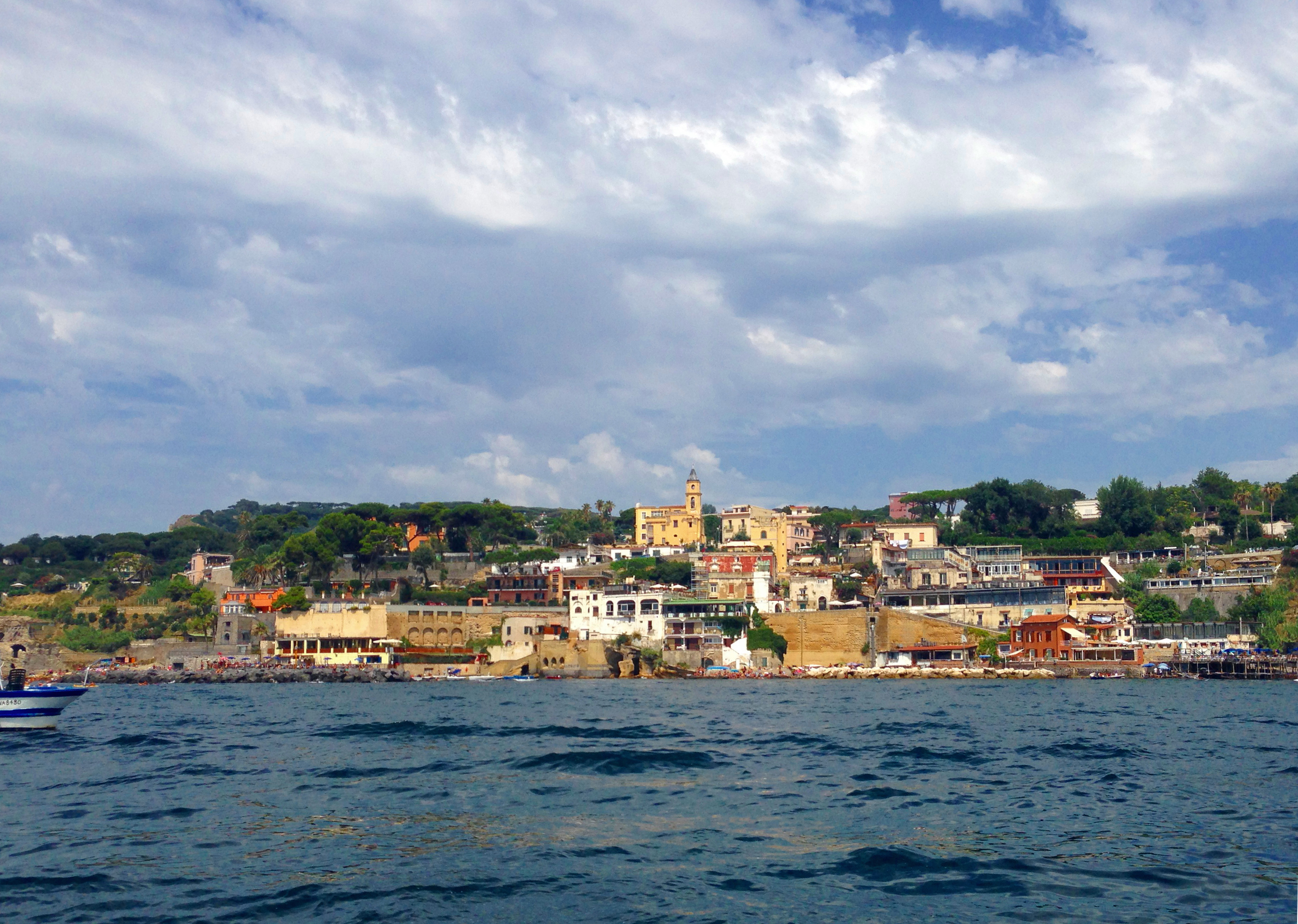
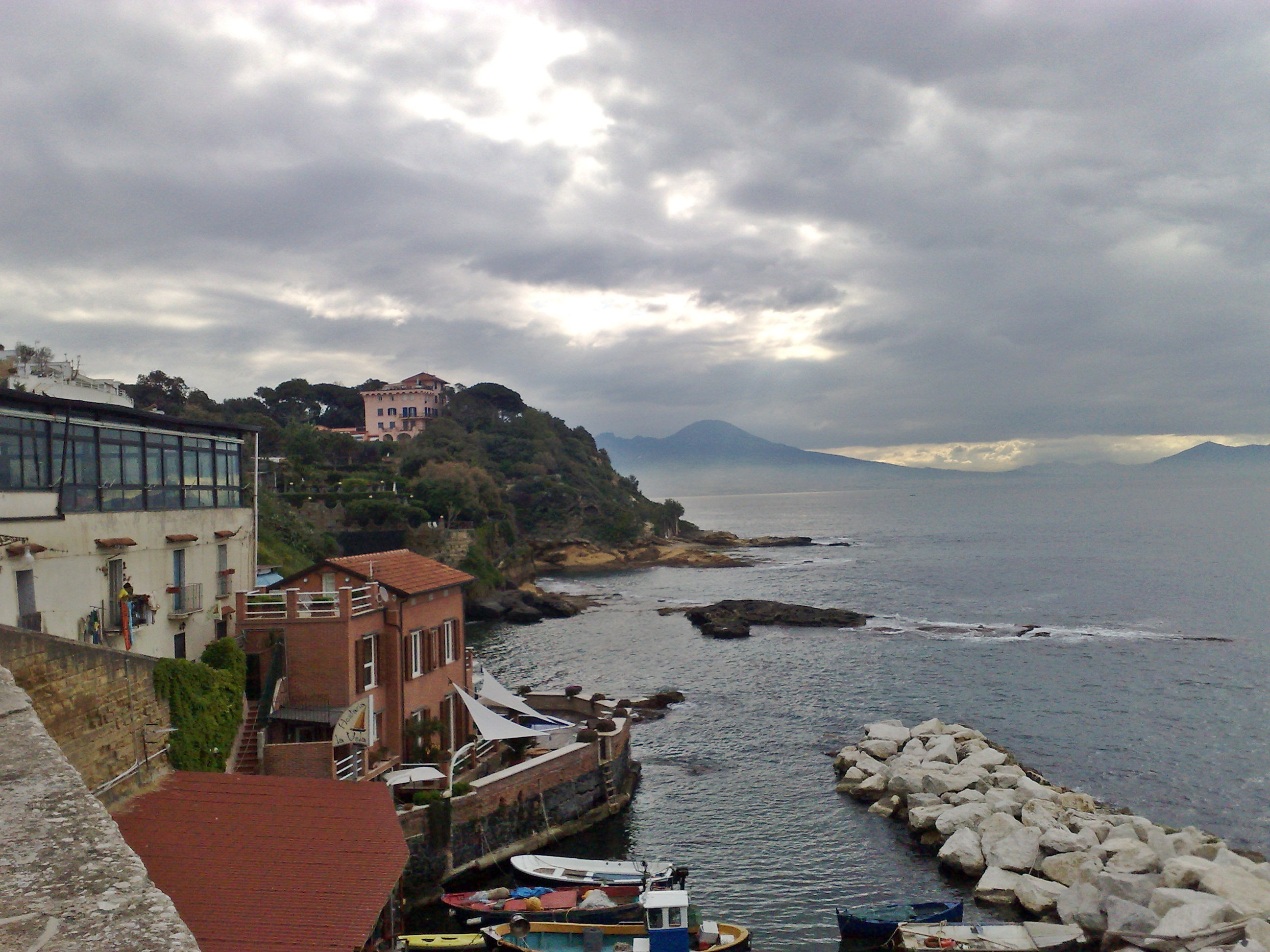

## LaFenestella
La fenestella (petite fenêtre en napolitain) est le détail qui a le plus contribué au mythe du site. La tradition raconte que le poète et écrivain napolitain Salvatore Di Giacomo, apercevant sur le rebord d'une petite fenêtre, un œillet dans un pot de fleurs, trouva l'inspiration pour une des plus célèbres chansons napolitaines : A Marechiaro. Encore aujourd'hui, la petite fenêtre fleurie d'un œillet existe toujours et une plaque commémorative en marbre blanc gravée rappelle la partition et le nom de l'auteur mort en avril 1934.

« Quanno spónta la luna a Marechiaro, pure li pisce nce fanno a ll'ammore... Scétate, Carulí, ca ll'aria è doce...!  »

— en napolitain.

« Quand la lune se leva à Marechiaro, même les poissons font l'amour ... Réveille-toi, Caroline, que l'air est doux ...  »

— traduction en français des premières paroles de A Marechiaro.